# Lycosa carmichaeli
Lycosa carmichaeli är en spindelart som beskrevs av Gravely 1924. Lycosa carmichaeli ingår i släktet Lycosa och familjen vargspindlar. Inga underarter finns listade i Catalogue of Life.